# Acinopterus rostratus
Acinopterus rostratus är en insektsart som beskrevs av Beamer och Lawson 1938. Acinopterus rostratus ingår i släktet Acinopterus och familjen dvärgstritar. Inga underarter finns listade i Catalogue of Life.